# Norrländsk tallkräfta
Norrländsk tallkräfta (Dasyscyphus pini) är en svampart som först beskrevs av Brunch., och fick sitt nu gällande namn av G.G. Hahn & Ayers 1934. Dasyscyphus pini ingår i släktet Dasyscyphus och familjen Hyaloscyphaceae.   Inga underarter finns listade i Catalogue of Life.
I den svenska databasen Dyntaxa används istället namnet Lachnellula pini för samma taxon.  Arten är reproducerande i Sverige.